# Massacre de Partinico
O massacre de Partinico é um episódio do Risorgimento ocorrido em Partinico em 16 de maio de 1860, durante a Expedição dos Mil.
Após o desembarque de Garibaldi em Marsala, a cidade se rebelou contra as tropas Bourbon e vários civis foram mortos.

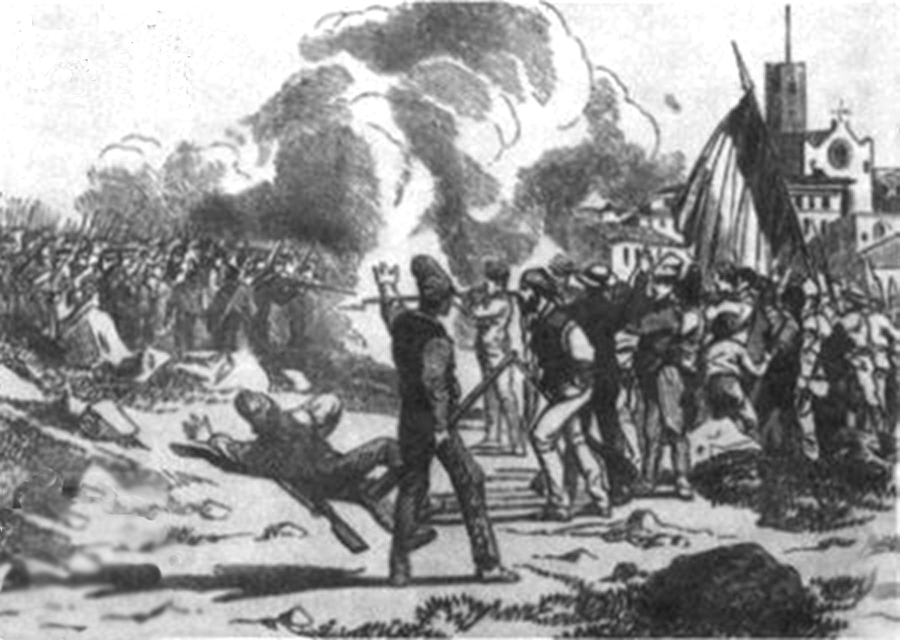
Gravura hagiográfica da época retratando o confronto entre soldados Bourbon (ao fundo, à esquerda) e populares (em primeiro plano). No centro da gravura, fumaça de casas em chamas.

## O desembarque de Garibaldi
Mesmo antes do desembarque de Garibaldi em Marsala, em abril de 1860, confrontos entre rebeldes sicilianos e tropas Bourbon ocorreram na área ao redor de Partinico, ligados à revolta da Gancia. Em 6 de abril, um grupo de rebeldes, liderado pelo Barão Sant'Anna, atacou o 9º Batalhão de Caçadores em Monreale, cujo comandante, o Major Ferdinando Beneventano del Bosco, contra-atacou com quatro companhias, empurrando os rebeldes de volta para a estrada para Partinico; no entanto, o controle da ordem pública não foi completamente recuperado pelas tropas do governo e, após não mais de um mês, a própria população saqueou os quartéis militares da área e as casas dos oficiais, incluindo a de Giuseppe Buttà, que relatou a história desses eventos em seu livro. Outros confrontos ocorreram na área e, depois de 18 de abril, um grupo de insurgentes, recuando de um confronto sangrento ocorrido em Carini com as tropas Bourbon, recuou para Partinico.

## A retirada dos Bourbon após Calatafimi
Após a batalha de Calatafimi, à meia-noite de 15 de maio de 1860, as tropas do General Lanza, tendo recuado para a cidade de Calatafimi, receberam a ordem de marchar para chegar a Palermo.
A retirada foi desordenada e viu as carruagens puxadas por cavalos e as unidades de artilharia se misturarem com a infantaria e logo a alcançarem, deixando os batalhões sem alimentos. Isso levou os militares a usar os meios habituais de requisições forçadas, cedendo à resistência dos camponeses com assassinatos e incêndios.
A notícia da derrota dos Bourbons espalhou-se rapidamente pela região, frequentemente acompanhada de detalhes surpreendentes que retratavam os homens de Garibaldi como seres sobrenaturais e invencíveis, fomentando o sentimento de revolta na população siciliana. Em Alcamo, a caminho de Palermo, as tropas foram atacadas por rebeldes que atiraram de casas e varandas; em retaliação, os soldados incendiaram muitas casas.

## O saque e o massacre da população
Na noite de 16 de maio, uma das formações Bourbon chegou a Partinico, cidade localizada a cerca de cinquenta quilômetros a oeste de Palermo, na época com cerca de 20.000 habitantes, onde a notícia da batalha e os saques subsequentes realizados pelos soldados em fuga despertaram uma mistura de júbilo e grande preocupação.
O povo de Partinico, na esperança da chegada dos homens de Garibaldi, estava determinado a defender seus escassos suprimentos de alimentos, a resistir às requisições e, eufórico com a notícia da vitória de Calatafimi, a atacar a coluna de Landi quando esta passasse pela cidade. Quando a unidade Bourbon chegou à rua principal da cidade, foi recebida com tiros de fuzil pela população barricada em suas casas. Inicialmente, os soldados Bourbon reagiram e prevaleceram, atacando, queimando 60 casas, roubando 20 e matando mulheres e crianças, mas, cansados devido à retirada, não conseguiram resistir ao contra-ataque dos habitantes e foram forçados a fugir às pressas e desordenadamente, deixando nas mãos dos insurgentes uma ambulância e vários feridos e prisioneiros que foram massacrados pelos habitantes da cidade. (Segundo Bandi, os Bourbons continuaram sua retirada em direção a Palermo)..
Intoxicados pela vitória, os habitantes de Partinico entregaram-se a atos horrendos de ferocidade, matando os Bourbons que caíram em suas mãos e, em seguida, dilacerando seus corpos em uma espécie de rito tribal primitivo, jogando muitos cadáveres para queimar no fogo de suas casas incendiadas. O resultado foi 40 soldados massacrados e 15 prisioneiros entregues como troféu aos homens de Garibaldi.

## A chegada dos homens de Garibaldi
Os homens de Garibaldi chegaram a Partinico dois dias depois, recebidos pelos sinos tocando em comemoração, mas diante de seus olhos viram um espetáculo horrível, descrito por Ernesto Teodoro Moneta da seguinte forma:

Na entrada e nas ruas da cidade, muitos cadáveres de soldados Bourbon, queimados e dilacerados de mil maneiras. Em torno de sete ou oito desses cadáveres, muitas moças dançavam em círculo, de mãos dadas e cantando. Quando Pentasuglia perguntou a uma mulher por que não os enterravam, ela respondeu: "Porque não merecem ser enterrados; os cães devem comê-los."—  E.T. Moneta
Os eventos foram comentados por Garibaldi da seguinte forma: "Em Partinico, o povo estava frenético. Muito maltratados pelos soldados Bourbon, antes da batalha de Calatafimi, quando retornaram em fuga e se dispersaram, a população de Partinico os atacou, massacrando o máximo que pôde e perseguindo o restante em direção a Palermo. Miserável espetáculo! Encontramos os cadáveres dos soldados Bourbon, devorados por cães nas ruas! Eram cadáveres de italianos massacrados por italianos que, se elevados à vida de cidadãos livres, teriam servido eficazmente à causa de seu país oprimido; e, em vez disso, como fruto do ódio despertado por seus perversos senhores, acabaram despedaçados, despedaçados por seus próprios irmãos, com tanta fúria que horrorizou as hienas".
O general deu ordem de enterrar imediatamente os mortos e no mesmo dia baixou um decreto sobre o ressarcimento dos danos causados pelas tropas Bourbon: os danificados seriam temporariamente ressarcidos pelas Comunas em que os danos ocorreram, após a avaliação dos danos feita por peritos juramentados, no final da guerra, os municípios seriam ressarcidos pelo Estado pelas despesas realizadas; além disso, os "Municípios eram obrigados a assistir as famílias daqueles que lutam em defesa da pátria".
Incapaz de agir, Garibaldi aceitou a cidadania que lhe foi oferecida pelo conselho municipal de Partinico, mas naquela mesma noite deu ordens a Francesco Crispi para formar um Comitê de Guerra com poderes judiciais que fosse capaz de impor um mínimo de legalidade e sufocar outras vinganças populares previsíveis, como de fato aconteceu em Bronte algumas semanas depois. A cidade foi abandonada pelos seguidores de Garibaldi na noite de 18 de maio para a concentração de tropas no planalto de Renda, perto da cidade de Pioppo, um vilarejo de Monreale.